# Hambol

Districte del Vall del Bandama, del qual la regió de Hambol n'és la part septentrional.

Hambol és una de les 31 regions de Costa d'Ivori. Juntament amb la regió de Gbéké conforma el Districte de la Vall del Bandama, que comparteix la capital amb aquesta última regió, Bouaké, la segona ciutat més poblada del país i la més poblada del nord. La ciutat de Katiola és la capital de la regió de Hambol. Segons el pre-cens de 2015, la regió té 429.977 habitants.

## Situació geogràfica i regions veïnes
Hambol està al centre-nord de Costa d'Ivori. Fa frontera amb les regions de Tchologo,al nord, a l'oest limita amb Poro (Costa d'Ivori) i Béré, al sud amb les regions de Gbeke i d'Iffou, i a l'est amb les de Gontougo i de Bounkani.
Katiola, la seva capital, està situada a 78 km al nord de la gran ciutat de Bouaké.

## Geografia
Els rius més importants que travessen la regió de nord a sud són el riu Bandama, a l'oest, i el riu Comoé, a l'extrem oriental.

## Subdivisió administrativa
La subdivisió administrativa de la regió de Hambol i la seva població el 2015 és:
- Departament de Dabakala - 189.323 habitants (est de la regió)
  - Bassawa - 16.323
  - Boniérédougou - 23.265
  - Dabakala - 55.769
  - Founbolo - 18.808
  - Niemene - 15.698
  - Satama-Sokoro - 18.209
  - Satama-Sokoura - 11.603
  - Sokala-Sobara - 16.389
  - Tiendene-Bambarasso - 8.769
  - Yaossedougou - 4.421
- Departament de Katiola - 106.905 habitants
  - Fronan - 38.917
  - Katiola - 56.681 (sud-oest de la regió)
  - Timbé - 11.307
- Departament de Niakaramadougou - 133.818 habitants (nord-est de la regió)
- Arikokaha - 7.416
- Badikaha - 21.441
- Niakaramadougou - 49.824 (50 km al sud de la ciutat de Korhogo).
- Niédiékaha - 9.648
  - Tafiré - 23.365
  - Tortiya - 22.124

## Infraestructures i transports
La A3 és la carretera principal que travessa la regió de Hambol de sud a nord, fins a la frontera amb Burkina Faso. La capital està unida amb Dabakala per la carretera B412 i des d'aquesta ciutat hi ha la carretera B313, que la uneix amb Bouaké i amb Kong, al nord, des d'on també s'arriba a Burkina Faso. Des d'aquesta ciutat també hi ha carreteres cap al Parc Nacional del Comoé.

## Cultura

### Llengües
El francès és la llengua oficial de Costa d'Ivori, però les llengües pròpies són el tagbana i el diola. A Dabakala, les llengües vernacles són el djimini, el djamala, el malinké, el diola, el bamana i el mangoro.

### Etnologia
Els principals grups ètnics de Katiola, la capital són els tagbanes i els mangoros. Niakaramandougou és una zona que està en territori tangana.

## Persones notables
- Gnégnéri Yaya Touré, futbolista internacional nascut a Katiola.
- Kolo Touré, futbolista internacional, germà d'Ibrahim Touré.
- Ibrahim Touré, futbolista professional.